# Ginevra Bompiani
Ginevra Bompiani est une écrivain, traductrice et éditrice italienne née à Milan en 1939.

## Biographie
Elle est la fille de l’éditeur Valentino Bompiani, pour laquelle la maison d'édition crée la collection de littérature fantastique « Pesanervi ».
Elle passe plusieurs années à Paris et à Londres avant de s'installer à Rome et à Sienne, où elle y enseigne pendant vingt ans la littérature comparée à l'université.
Elle a traduit en italien les œuvres d'Antonin Artaud, Louis-Ferdinand Céline, Gilles Deleuze, Leonora Carrington, Marguerite Yourcenar, etc.
Elle fonde en 2002, avec Roberto Einaudi (neveu de Giulio Einaudi, le fondateur de la maison Einaudi), la maison d’édition romaine « Nottetempo ».

## Œuvres traduites en français
- Les Règnes du sommeil, [« Le specie del sonno »], trad. d’Éliane Formentelli, Lagrasse, France, Éditions Verdier, 1986, 103 p.  (ISBN 2-86432-049-5)
- L’Étourdi, [« L’Incantato »], trad. d’Éliane Formentelli, Paris, Éditions Gallimard, coll. « L’Arpenteur. Domaine italien », 1989, 177 p.  (ISBN 2-07-078010-4)
- Ciel ancien, terre nouvelle, [« Vecchio cielo, nuova terra »], trad. de René de Ceccatty, Paris, Éditions Gallimard, coll. « L’Arpenteur. Domaine italien », 1990, 124 p.  (ISBN 2-07-078034-1)
- Le Grand Ours, [« L’orso maggiore »], trad. de René de Ceccatty, Paris, Éditions Stock, 1995, 128 p.  (ISBN 2-234-04536-3)
- L’Âge d'argent, [« Silver age »], trad. de René de Ceccatty, Paris, Éditions du Seuil, coll. « Solo », 2000, 118 p.  (ISBN 2-02-037468-4)
- Le Portrait de Sarah Malcolm, [«  Il ritratto di Sarah Malcolm »], trad. de René de Ceccatty, Paris, Éditions du Seuil, coll. « La librairie du XXIe siècle », 2003, 133 p. + 4 pl.  (ISBN 2-02-057441-1)[1]
- La Station thermale, [« La stazione termale »], trad. de Jean-Luc Defromont, Paris, Éditions Liana Levi, 2012, 138 p.  (ISBN 978-2-86746-633-5)[2]

## Source
- (it) Cet article est partiellement ou en totalité issu de l’article de Wikipédia en italien intitulé « Ginevra Bompiani » (voir la liste des auteurs).